# Renata Szykulska
Renata Szykulska (ur. 17 sierpnia 1974) – polska lekkoatletka, specjalizująca się w trójskoku, medalistka mistrzostw Polski.

## Kariera sportowa
Była zawodniczką Schöllera Namysłów, AZS-AWF Gorzów Wlkp. i Górnika Polkowice.
Na mistrzostwach Polski seniorek na otwartym stadionie zdobyła trzy medale w trójskoku: srebrne w 2000 i 2001 i brązowy w 1995. W halowych mistrzostw Polski seniorek zdobyła dwa medale w tej samej konkurencji: srebrny w 2001 i brązowy w 2002.
Wielokrotnie zdobywała medale w zawodach weteranów. Była halową mistrzynią Europy w trójskoku (2016, 2018), mistrzynią świata w trójskoku (2016), halową mistrzynią świata w trójskoku i skoku w dal (2017).
Rekord życiowy w trójskoku: 13,60 (1.07.2001).